# 다이너스티컵
다이너스티컵(Dynasty Cup)은 1990년부터 1998년까지 열린 동아시아 지역의 친선 축구 대회이다.

## 역사
아시아 축구 연맹(AFC)은 1984년 12월 창립 30주년을 맞아 당시 중동 축구의 성장에 위기를 맞고 있던 극동 축구 활성화가 시급하다는 판단 하에, "극동 축구 리그"의 출범을 구상했다. 1988년 6월에 열린 AFC 총회에서 AFC는 관련 4개국 축구 협회로부터 대회 창설에 대한 원칙적인 합의를 이끌어 낸다.
1988년 7월 국제 축구 연맹(FIFA) 총회에서 다시 만난 4개국 축구협회 대표들은 대회 창설 원칙을 재확인하지만 개최지 선정에 이견을 보인다. 이에 절충안으로 1989년 2월 당시 영국의 할양지였던 홍콩에서 대회를 개최하는 데 합의한다. 홍콩 축구 국가대표팀도 참여하는 것으로 확정된 "극동 축구 리그"는 "다이너스티컵 국제 축구 대회"로 명칭이 변경된다. 대회 명칭에는 '왕조 역사를 경험한 극동 5개국이 아시아 축구의 균형적 발전을 도모한다'는 의미가 담겨 있다. 하지만 주최 측의 준비 부족과 대회 직전 조선민주주의인민공화국 축구 협회 측의 불참 통보를 계기로, 홍콩에서 대회를 개최하려던 계획은 무산되고 만다.
다이너스티컵의 창설을 희망하던 AFC는 대회 창설을 위한 설득 작업을 계속했으며, AFC 사무총장의 주재 하에 4개국 축구 협회는 1989년 10월 싱가포르에서 열린 1990년 FIFA 월드컵 아시아 지역 예선 최종 라운드 도중 회합하여 1990년에 중화인민공화국 베이징에서 "다이너스티컵"을 개최하는 데 합의한다. AFC는 1989년 11월 24일 관련 4개국의 합의를 바탕으로 AFC가 직접 주최하는 "다이너스티컵"의 창설을 공식적으로 발표했다. 이듬해인 1990년 7월 27일부터 1990년 8월 3일까지 초대 대회가 개최되었다.
다이너스티컵은 동아시아 지역 4개 팀(대한민국, 일본, 중국, 조선민주주의인민공화국(1990년과 1992년) 또는 홍콩 1부 리그 선발 팀(1995년과 1998년))이 참가하여 자웅을 겨루는, 실질적인 동아시아 축구 선수권 대회의 성격을 띤 대회였다. 1회 대회는 대한민국이, 2회 대회부터 4회 대회까지는 일본이 우승을 차지했다.
1998년 대회를 마지막으로 폐지됐다. 이후 대한민국과 일본에서 공동 개최된 2002년 FIFA 월드컵 개막을 앞두고 2002년 5월 28일에 동아시아 축구 연맹(EAFF)이 창설됐으며, EAFF E-1 챔피언십이 다이너스티컵의 자리를 실질적으로 대체했다. 다만 다이너스티컵은 AFC 주관인 반면, EAFF E-1 챔피언십은 동아시아 축구 연맹 주관이라서 두 대회는 별개의 대회로 취급하고, 기록도 따로 집계한다.

## 역대 대회 결과
| 연도/회차         | 개최국 | 우승     | 점수   | 준우승   | 3위      | 점수   | 4위                |
| ----------------- | ------ | -------- | ------ | -------- | -------- | ------ | ------------------ |
| 1990년 (제1회)    | 중국   | 대한민국 | 리그전 | 중국     | 북한     | 리그전 | 일본               |
| 1992년 (제2회)    | 중국   | 일본     | 리그전 | 대한민국 | 북한     | 리그전 | 중국               |
| 1995년 (제3회)    | 홍콩   | 일본     | 리그전 | 대한민국 | 중국     | 리그전 | 홍콩 1부 리그 선발 |
| 1998년 (제4회)    | 일본   | 일본     | 리그전 | 중국     | 대한민국 | 리그전 | 홍콩 1부 리그 선발 |
| ▼ 동아시안컵 창설 |        |          |        |          |          |        |                    |

## 같이 보기
아시아의 5대 지역 축구 선수권 대회
- 남아시아 축구 연맹(SAFF): 남아시아 축구 선수권 대회 / 남아시아 여자 축구 선수권 대회
- 동아시아 축구 연맹(EAFF): 다이너스티컵 — EAFF E-1 챔피언십
- 서아시아 축구 연맹(WAFF): 서아시아 축구 선수권 대회 / 서아시아 여자 축구 선수권 대회
- 아세안 축구 연맹(AFF): 아세안 축구 선수권 대회 / 아세안 여자 축구 선수권 대회
- 중앙아시아 축구 연맹(CAFA): 중앙아시아 축구 선수권 대회 / 중앙아시아 여자 축구 선수권 대회